# Zeitschrift für deutsche Kulturgeschichte
Die Zeitschrift für deutsche Kulturgeschichte war ab der Mitte des 19. Jahrhunderts das Publikumsorgan des in Nürnberg gegründeten Vereins für deutsche Kulturgeschichte. In der Erstausgabe von 1856 formulierte Johannes Falke, seinerzeit Sekretär des Germanischen Nationalmuseums und neben dem Konservator Johannes Heinrich Müller einer der Herausgeber der Zeitschrift, neue Aufgaben zur Erarbeitung von Kulturgeschichte und insbesondere der deutschen Kulturgeschichte, um diese für die Folgezeit als eigenständige wissenschaftliche Disziplin zu etablieren.
Die in knapp vier Jahrzehnten herausgegebene Zeitschrift erschien teils wechselnd von 1856 bis 1859 im Nürnberger Verlag von Bauer & Raspe, von 1872 bis 1875 in Hannover bei Schlüter sowie bis 1893 bei H. Lüstenöder in Berlin. Nachfolgerin der Publikation wurde die Zeitschrift für Kulturgeschichte.
Eine Langzeitarchivierung sowie einen kostenfreien Zugang zu den online-Digitalisaten der gemeinfreien Bände der Zeitschrift für deutsche Kulturgeschichte hat die Bayerische Staatsbibliothek (BSB) ermöglicht.